# 최재성 (프로게이머)
최재성(1994년 3월 1일 ~ )은 대한민국의 스타크래프트 II 프로게이머이다. 종족은 테란이며, 아이디는 Center이다.

## 개요
Team SCV Life와 Quantic에서 활동하였고 2013년에는 Azubu 소속으로 활동했다.
아주부와의 계약이 2014년 1월 31일부로 종료되어 무소속 신분이 되었다.
2014년 7월 31일부로 오랜 무소속 기간 끝에 MVP로 입단하였다.
2015년 12월 2일부로 MVP와 결별하였다.
현재는 아프리카bj로 전향해 재기를 노리는중이다.

## 주요 기록
- 2010년 제56회 스타크래프트 준프로게이머 선발전 입상
- 2012년 핫식스 2012 글로벌 스타크래프트 II 리그 시즌 5 Code A 24강
- 2013년 핫식스 2013 글로벌 스타크래프트 II 리그 시즌 1 Code A 32강
- 2013년 2013 WCS 아메리카 시즌 2 챌린저리그 40강
- 2014년 PughCraft Invitational #2 32강